# Ithilien

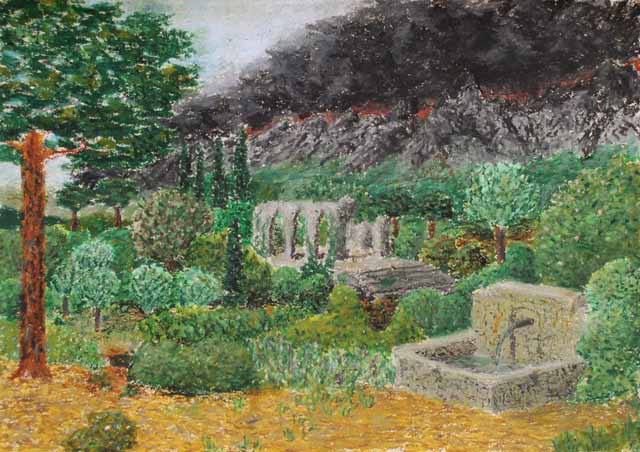
Krajobraz Ithilien (Matěj Čadil)

Ithilien (sin. dosł. Księżyc-kraj, Kraj księżyca, Ziemia księżyca) – kraina ze stworzonej przez J.R.R. Tolkiena mitologii Śródziemia położona w granicach Gondoru, występuje w Dwóch wieżach i Powrocie króla, kolejnych tomach  Władcy Pierścieni. Pewne informacje na jej temat znajdują się w Dodatkach do powieści. Ithilien jest zaznaczone i podpisane na mapach Śródziemia dołączonych do Władcy Pierścieni.

## Nazwy
Nazwa Ithilien nawiązuje do znaczenia imienia Isildur. Pierwotnie nazwa ta brzmiała Ithiliend, lecz uległa skróceniu. Faramir nazwał Ithilien krainą tysiąca źródeł. Kraj ten był też nazywany ogrodem Gondoru.
W Listach Tolkien określał Ithilien mianem uroczej krainy.

## Historia

### Pierwsza Era
Historycy Gondoru mieli podawać, że zanim na Zachód przybyli Edainowie, z południa, przez Haradwaith, do Ithilien wkroczyli Wosowie, jako pierwsze ludzkie plemię przekroczyli Anduinę (nieopodal Cair Andros) i zamieszkali w pobliżu Ered Nimrais.

### Druga Era
Kraina ta została domeną Isildura, który założył główny ośrodek Ithilien, warowne miasto Minas Ithil. Analogicznie głównym ośrodkiem Anórien, krainy, którą władał brat Isildura – Anárion – było Minas Anor. Stolicą Gondoru było Osgiliath.
W 3429 roku Drugiej Ery na Ithilien najechał Sauron i zajął Minas Ithil. Został pokonany w 3441 roku.

### Trzecia Era
Podczas wojny domowej w XV stuleciu Trzeciej Ery (tzw. Waśń Rodzinna) mieszkańcy Ithilien poparli króla Eldacara. Na skutek Wielkiego Moru do krainy napłynęła ludność z Osgiliath. Bezpieczeństwu krainy, jak i całemu Gondorowi, poważnie zagroziły najazdy Woźników. W 1944 roku po bitwie na Dagorlad wdarli się do Ithilien z północy, jednocześnie Haradrimowie zaatakowali z południa. Obydwie armie zostały pokonane w bitwie na północ od Poros oraz w Bitwie o Obóz.
Większość mieszkańców prowincji opuściła ją po 2002 roku, kiedy to Dziewięciu zdobyło Minas Ithil i zamieniło miasto w swoją siedzibę zwaną Minas Morgul; wkrótce potem wygasła linia królów Gondoru.
W 2475 Boromir, syn Denethora I, odbił z rąk Uruków z Mordoru Osgiliath i Ithilien.
W 2885 stoczono bitwę u brodów na Porosie, po której przy brzegu rzeki zbudowano Haudh in Gwanûr (sin. Grób Bliźniąt), kurhan Fastreda i Folcreda, synów króla Rohanu poległych w bitwie.
Kolejny raz większość Gondorczyków uciekła do Anórien około 2901 roku. W Ithilien pozostała garstka mieszkańców. Dla ich obrony Turin II stworzył oddziały Strażników Ithilien. Zbudowano wtedy na tych terenach także tajne schrony, takie jak Henneth Annûn. Ostatecznie w 2954 roku, gdy Góra Przeznaczenia wybuchła ogniem po ujawnieniu się Saurona w Mordorze, ostatni mieszkańcy Ithilien uciekli stamtąd; jedynie Strażnicy Ithilien zostali, by bronić schronów.
Podczas swojej misji (3019 rok) Frodo Baggins, wraz z Samwisem Gamgee i Gollumem, wędrował przez tę krainę, szukając drogi do Mordoru. Tam minęli Rozstaje Dróg, spotkali Faramira i przebywali w Henneth Annûn, zaś po wykonaniu misji zostali podjęci przez Aragorna na polach Cormallen.

### Czwarta Era
Po pokonaniu Saurona prowincja ta powróciła pod gondorskie panowanie. Król Elessar nadal ją jako księstwo Faramirowi i jego potomkom. Tolkien w Listach umieścił księcia Ithilien jako drugiego w hierarchii po władcy Dol Amroth.
Orkowie zostali ostatecznie pokonani, a Minas Morgul – zburzone. Wtedy też osiedlił się tam Legolas wraz z licznymi elfami z Mrocznej Puszczy, którzy upiększyli krainę. Powszechnie uważano ją za jeden z najcudowniejszych zakątków Śródziemia.

## Geografia

### Opis krainy
Była to prowincja między Anduiną a górami Ephel Dúath, na północy graniczyła z mokradłami Nindalf, Martwymi Bagnami i Emyn Muil, zaś południową granicę wyznaczała Poros.
Trakt z Osgiliath od Minas Ithil, biegnący równolegle do Ithilduiny, dzielił prowincję na dwie części: Północne i Południowe Ithilien. Czasem mianem „Ithilien” określano tylko północną część krainy.
Z północy na południe Ithilien biegł trakt prowadzący z Morannonu do Haradwaith. W miejscu, gdzie krzyżował się z drogą Minas Ithil-Osgiliath, znajdowały się Rozstaje Dróg (ang. Cross-roads of the Fallen King), tworzące okrężny plac. Na początku Trzeciej Ery posadzono dookoła niego drzewa i ustawiono pomnik króla Gondoru w koronie. W okresie przewagi Saurona został on zdewastowany, następnie pod koniec Wojny o Pierścień naprawiony przez armię idącą w kierunku Morannonu.
W Północnym Ithilien znajdowała się Henneth Annûn, schron Gondorczyków, ukryty za wodospadem, którego woda biegła do Zakazanego jeziora, a dalej ku Cormallen, do Anduiny. W Południowym Ithilien wznosiły się Emyn Arnen, gdzie znajdowała się siedziba rodu Namiestników Gondoru, a w Czwartej Erze siedziba Faramira. Nazwa wzgórz pochodziła od starej nazwy obejmującej większą część regionu, Arnen, funkcjonującej w Drugiej Erze.
Ithilien było krainą bujnej roślinności, uprawianą przez Gondorczyków, następnie zdziczałą. Rosły tam tamaryszki, drzewa terpentynowe, oliwki, wawrzyny, jałowiec, mirt, tymianek, szałwia, majeranek, pietruszka, różnorodne pnącza, prymule, anemony, asfodele, lilie, kosaćce, paprocie, drzewa laurowe, cedry. Powietrze krainy było pachnące i świeże; ciepłe, wilgotne wiatry wiały z południa od morza i zatrzymywały się na Ephel Dúath i Emyn Muil. Kiedy Isil był w pełni na zachodzie, Ithilien było oświetlone na srebrno.

### Henneth Annûn
Kryjówka Gondorczyków, położona w północnym Ithilien. Występuje jako miejsce akcji Dwóch wież. Informacje na jej temat znajdują się również w Dodatkach do Władcy Pierścieni.
W czasie Wojny o Pierścień stacjonował tam oddział strażników Ithilien pod wodzą Faramira. Schron ten został stworzony za wodospadem o tej samej nazwie, poprzez uregulowanie rzeki i puszczenie jej biegu z większej wysokości. Po uszczelnieniu wszystkich dróg zostały jedynie dwa przejścia: przez korytarz prowadzący od niskiej bramy i przez otwór za wodospadem.
Nazwa Henneth Annûn pochodzi z sindarinu i znaczy w tej mowie Zachodnie okno. W westronie zwane jest Oknem Zachodzącego Słońca i Oknem Zachodu.

## Odniesienia w kulturze i życiu codziennym
Nazwa krainy została przyjęta przez zespół folkmetalowy i gospodarstwo turystyczne w Nowej Zelandii położone w okolicy kręcenia trylogii filmowej Władcy Pierścieni, jest też tematem utworów profesjonalnych, fanartu i fan fiction.